# In the Beginning - In principio era
In the Beginning - In principio era (In the Beginning) è una miniserie televisiva in due parti del 2000, diretta dal regista Kevin Connor.

## Trama
Abramo, la moglie Sara e i suoi pastori partono dalla città caldea di Haran e vanno in giro per il deserto a cercare la terra promessa da Dio. Ma scoppiano vari conflitti e Lot, nipote di Abramo, si stabilisce altrove. Abramo, molto addolorato per l'allontanamento dal nipote, su consiglio di Sara si unisce alla schiava Agar che genera suo figlio Ismaele. Poco tempo dopo però pure Sara rimane incinta e partorisce Isacco ed Agar è cacciata insieme al figlio. Dio mette alla prova Abramo, dicendogli di sacrificare Isacco.
Passano alcuni anni, Sara ed Abramo muoiono e Isacco sposa Rebecca che partorisce Giacobbe ed Esaù. Giacobbe inganna il fratello con l'aiuto della madre e fugge ad Haran dove sposa prima Lia e poi Rachele. Ritorna al suo popolo e si riappacifica con Esaù.
Passano molti anni e Giuseppe, figlio di Giacobbe, è inviso dagli altri suoi fratelli che arrivano addirittura a buttarlo in un pozzo e a venderlo come schiavo. Giuseppe arriverà in Egitto e lì venduto ad un funzionario del faraone, Putifarre. Grazie alla sua dote di interpretare i sogni diverrà ministro del faraone, preverrà una carestia e perdonerà i fratelli. Giacobbe verrà a stabilirsi insieme al suo popolo in Egitto.
Passano i secoli e il faraone Seti I rende schiavi gli ebrei e fa massacrare tutti i loro bambini. L'unico a salvarsi è Mosè che viene trovato dalla figlia del faraone e da lei allevato. Mosè scopre le sue origini, commette un delitto e fugge nel deserto. Lì sposa la madianita Zipporah e da lei ha due figli. Ma Dio gli appare e lo manda in Egitto per liberare gli Ebrei e portarli nella terra promessa. Grazie alle dieci piaghe, Mosè riesce a portare il popolo nel deserto, gli fa attraversare il Mar Rosso, sale sul monte Sinai e lì riceve i dieci comandamenti e poi abbatte l'idolo eretto dagli ebrei, stanchi di aspettarlo.
Il film si conclude quarant'anni dopo quando Mosè vecchio cede il suo bastone al nuovo patriarca Giosuè e muore sul monte Nebo.